# Palacio Blanco (Belgrado)
El Palacio Blanco (en serbio: Бели двор, Veli dvor) es una mansión con sede en Belgrado, la capital de Serbia. La mansión es parte del complejo real, una serie de residencias reales y parques ubicados en Dedinje, una exclusiva zona de la capital serbia. El complejo real Dedinje cubre un área de más de 100 hectáreas, de las cuales 27 hectáreas rodean el Palacio Real y otras 12 hectáreas al Beli dvor (Palacio Blanco). Los edificios de servicio incluyen cocinas, garajes, edificios de la guardia de palacio, la administración de la Oficina del Jefe de la Corte Real, etc.
La palabra "dvor" en serbio se traduce como "castillo" o "palacio". Los comunicados de prensa oficiales de la "Familia Real" y sus folletos utilizan el término "Palacio Blanco".